# Apel (Marionettenspielerfamilie)
Die Familie Apel war eine über drei Generationen bestehende bekannte Marionettenspielerfamilie aus Sachsen. Gegründet von Friedrich Albert Apel 1878 erlangte das Marionettentheater der Familie unter Friedrich Alberts Sohn Heinrich Apel d. Ä. in den Jahren 1907 bis 1911 Bekanntheit durch internationale Tourneen mit Stücken, die oft das aktuelle Zeitgeschehen aufgriffen. Nach dem Ersten Weltkrieg führte Heinrich Apel d. J. die Familientradition fort. Zu seinen bedeutenden Leistungen zählt vor allem seine intensive Zusammenarbeit mit dem Dresdner Schauspielhaus in den 1930er Jahren.

## Geschichte
Der Glasmacher Friedrich Albert Apel (1847–1905) aus Radeberg kam während seiner Tätigkeit bei den Actienglasfabriken bei Herzberg in Preußen 1868 erstmals in Berührung mit dem Marionettentheater. Noch vor dem Deutsch-Französischen Krieg besuchte er in seiner Heimatstadt Radeberg dann oftmals das Marionettentheater Fischer, wo er schließlich als Geselle eintrat und die Tochter des Inhabers heiratete. 1878 erwarb F. A. Apel das Marionettentheater des verstorbenen französischen Immigranten Franz Anton Lorgie und begann mit eigenen Marionettenaufführungen in der Gegend um Freiberg. Einen Förderer fand er in dem Leipziger Urologen Arthur Kollmann, der Gastspiele vermittelte und Textbücher bearbeitete und im Gegenzug dafür Objekte und Dokumente aus den Marionettentheatern für seine Sammlung erhielt, die später in die Dresdener Puppentheatersammlung kam. Zu den frühen von Apel gespielten Stücken zählten Genoveva, Die Prinzessin als Müllerstochter, Faust, Judith und Holofernes und Der Freischütz.
Friedrich Alberts Sohn Heinrich Apel (1875–1920) trat bereits während seiner Jugend in den Marionettenbetrieb des Vaters ein. Er fertigte die benötigten Puppen im Gegensatz zum Vater selbst und schrieb auch eigene Stücke. Von robuster Gesundheit und mit großem Tatendrang machte sich Heinrich Apel noch zu Lebzeiten des Vaters als Marionettenspieler selbstständig, übernahm nach dem Tod des Vaters jedoch die väterliche Bühne und baute sie zum transportablen und 500 Zuschauer fassenden Apels Theater-Salon aus. Zu Heinrich Apels Repertoire gehörten zwar auch einige klassische Stücke wie z. B. Othello oder Fausts Höllenfahrt, sein Schwerpunkt lag jedoch auf Stücken, die aktuelle und geschichtliche Ereignisse aufgriffen, darunter ein über 500 Mal aufgeführtes Stück zum Bau des Dresdener Trompeterschlösschens, ein Stück über die Feuerwehr von Siebenlehn, die im Jahr 1906 Häuser im Ort abbrannte, eines über die 1908 hingerichtete Grete Beier, eines über den Bau des Augustusbades in Radeberg oder eines, das den serbischen Königsmord thematisierte.
Der Berliner Varietéagent Marinelli verpflichtete Heinrich Apel für die Jahre 1907 bis 1911 zu einer internationalen Tournee, die durch Frankreich, England, Finnland, die Türkei, Italien und Russland führte. Höhepunkt der zweistündigen Aufführungen war ein mehrfarbig illuminierter und von Marionetten umstandener Springbrunnen.
Von den vier Söhnen Heinrich Apels trat der gleichnamige Sohn Heinrich Gustav Apel (1895–1975) in die Fußspuren des Vaters und war bereits ab frühester Jugend fester Teil des Ensembles. Vater und Sohn nahmen zeitweise am Ersten Weltkrieg teil, eröffneten dann aber 1918 in den Hansa Lichtspielen in Dresden wieder ein Puppentheater, wo sie als erstes Stück nach dem Krieg Kunz von Kaufungen gaben. Heinrich d. Ä. starb 1920, sein Sohn erbaute 1922 ein transportables Puppenspielgebäude, mit dem er zehn Jahre in und um Dresden tourte. Mit diesem Bühnenhaus bespielte er u. a. ein Jahr lang den Alaunplatz. Das Bühnengebäude war für ausgedehnte Reisen jedoch zu beschwerlich, so dass Heinrich Apel es schließlich um 1932 wieder verkaufte, um ausgedehntere Gastspielreisen unternehmen zu können.
Nach 1933 bekam Apel dadurch Probleme, dass die NS-Kulturpolitik sich in sein Repertoire einzumischen begann. Seine Weigerung der Aufnahme bestimmter Stoffe führte schließlich zu seiner Diskreditierung und zu Schwierigkeiten, noch geeignete Lokale für die Aufführungen zu finden. In seiner Not fand Apel Beistand durch Schuldirektoren, die ihm Räume für seine Erwachsenenstücke boten. Neue Möglichkeiten eröffneten sich auch durch zunehmend enge Kontakte zum Dresdener Staatstheater, aus dessen Reihen Schauspieler wie Lothar Mehnert, Alfred Mayer oder Alexander Wirth Apels Vorführungen besuchten und ihn zu fördern begannen. Es begann eine fruchtbare Zusammenarbeit. Bühnenbildner Adolf Mahnke gestaltete für Apel Miniaturmodelle von echten Theater-Bühnenbildern, Schauspielschüler sprachen die Rollen und Gesangsschüler sangen die Opernpartien des Marionettentheaters. Die Bombardierung Dresdens am 13. Februar 1945, bei der Teile der Innenstadt zerstört wurden, brachte den Gastspielbetrieb vorerst zum Erliegen.
Im Jahr 1948 nahm Apel den Spielbetrieb in Dresden-Löbtau wieder auf. Im Jahr 1950 baute Apel eine Turnhalle in der Carlstraße zum Marionettentheater aus und begann dort, mit Marionetten verschiedene Operetten wie den Vogelhändler oder die Fledermaus sowie anspruchsvolle Stücke wie Gogols Drei Nächte Totenwache aufzuführen. Die umgebaute Turnhalle musste Apel bald darauf wieder aufgeben. Stattdessen führten ihn danach Tourneen durch die gesamte DDR. Zu seinen erfolgreichen Stücken der späten Jahre zählen Robinson Crusoe sowie zwei Verkehrslehrspiele, die er unter Mithilfe der Volkspolizei geschrieben hatte.